# SN 2012ca
SN 2012ca – supernowa typu IIn, odkryta 25 kwietnia 2012 roku w galaktyce E336-G09. W momencie odkrycia, miała maksymalną jasność 14,8m.